# Вечерние газеты
Вече́рние газе́ты — разновидность печатных СМИ; вид ежедневной периодической печати. Возникли в Западной Европе, США (начало XIX века) и России (середина XIX века) как дополнение к утренним изданиям газет, в которых актуализируются «утренние» и сообщаются вновь поступившие, наиболее актуальные (биржевые сводки, некрологи и т. п.), а также сенсационные новости. Разговорное наименование вечернего выпуска — «вечёрка».

## История
Вечерние газеты появляются как отдельный вид продукции редакций периодических (как правило, ежедневных) газетных изданий, изначально — в дополнение к обычным (утренним) изданиям.
Появление этого вида прессы объясняется колоссальным ростом объёма информации и необходимостью её оперативного распространения, а также различиями во временны́х циклах труда и отдыха городских читателей. Ввиду особенностей потребления информационного продукта, и состава читательского контингента, вечерние газеты отличались от дневных своей рекламно-развлекательной направленностью, бо́льшей насыщенностью иллюстративным материалом; новостям общественно-политической жизни в них отводится меньшее место. Во всех странах, кроме социалистических, доход от рекламы является основным источником существования газет, включая вечерние.
С технической точки зрения издание вечерних газет, с момента их появления и вплоть до конца XX века было подчинено условиям производственного цикла высокой печати. Набор, вёрстка, сверка контрольных оттисков, наконец, окончательная печать тиража, подлежащего развозке в сеть централизованного первичного распределения тиража (как правило, учреждения почты и связи). Все эти этапы занимали, в своей совокупности, несколько часов, к которым добавлялось ещё несколько часов, необходимых для розничной доставки тиража из сети его первичного распределения — и поэтому до читателя новости доходили уже устаревшими примерно на половину суток.
Дополнительные издержки издателя — наём новых редакторов, корректоров и тому подобное, могущих работать в вечерние и ночные часы — важное, но не самое дорогостоящее условие создания «вечерней редакции». Хотя печать вечернего тиража и осуществляется, по определению, в утренние и дневные часы, по завершении печати тиража утренних газет — регулярное, ежедневное его исполнение требовало дополнительных затрат и со стороны типографий. Здесь существенную роль имеют капитальные затраты, связанные с расширением объёмом используемого шрифтового материала, созданием и обустройством новых дорогостоящих в оборудовании рабочих мест наборщиков и печатников и тому подобное.
Эти издержки снизились в конце XIX века с прогрессом типографского оборудования (переход от ручного набора к линотипам и тому подобное). Его наибольшие темпы имели место в то время в США: высокий уровень развития товарных и фондовых рынков обеспечивал значительный спрос на текущую биржевую информацию и сопутствующие аналитические материалы. И в США, и в Европе вечерние газеты послужили, таким образом, важной дополнительной предпосылкой развития механизмов товарных и фондовых рынков, создав для них постоянно действующее информационное поле, степень задержки информации в котором с годами асимптотически приближалась к недостижимому (для газет) режиму реального времени.
Стабильный спрос на «вечерний информационный продукт», а также диверсификация тематики, сопутствующей основному направлению той или иной газеты, приводят к тому, что в этой нише газетного рынка начинают появляться новые издания, создаваемые не в дополнение к уже существующим утренним газетам, а как самостоятельные редакции. И несмотря на то, что параллельно с этим на уровне солидных «утренних» изданий появляются и развиваются крупные газеты, специализирующиеся на финансово-экономическом (Financial Times, Les Echos и др.) и других информационных блоках, присущих в основном «вечерним» газетам, — оба этих сектора долгое время не столько конкурируют и вытесняют, сколько органически дополняют друг друга.
Так или иначе, в начале второй половины XX века вечерние газеты составляли в некоторых странах бо́льшую часть ежедневной прессы. Так, в США в 1968 году из 1833 ежедневных газет 1463 были вечерними.
В самом конце XX века, по мере распространения Интернета, вечерние газеты — как и остальная газетная периодика — стали переживать кризис, связанный с перенаправлением информационных потоков к новым точкам потребления. Это затронуло сначала рекламу — основной источник дохода всех газет — а затем и сектор событийной информации. В наибольшей степени эта конкуренция затронула именно вечерние газеты, в основе спроса на которые лежал, в том числе, фактор оперативности подачи информации — ныне целиком и полностью играющий на стороне Интернета, а также ряд информационных блоков (программы передач, репертуар зрелищных заведений, расписания движения транспорта и ряд других). Вместе с тем, на стороне вечерних газет продолжают играть такие факторы, как
- документированность материала на бумажном носителе, не подверженном риску фальсификации,
- независимость доступности источника от специфических технических условий: компьютеров, информационных сетей, энергообеспечения;
- транспортабельность и удобство чтения газет в местах и условиях, затрудняющих или делающих невозможным использование электронных средств доступа (в аэропортах и самолётах, поездах, а также под дождём и снегом, в ванной и тому подобном).

Несмотря на то, что границу между утренними и вечерними газетами в XXI веке невозможно провести столь же чётко, как 50—100 лет назад, во всех странах мира вечерняя пресса и сегодня продолжает оставаться особой и привлекательной разновидностью современных средств массовой информации.

## Вечерняя пресса по странам

### Великобритания
Поворотным пунктом в истории английской печати, в том числе и вечерней прессы стал 1855 год, когда был отменён гербовый сбор (англ. stamps duty). Именно в этом году Daily Telegraph стала первой общенациональной ежедневной газетой (англ. first penny national), Manchester Guardian, The Scotsman и Liverpool Post стали ежедневными, а Shields Gazette стала первой в числе 17 региональных газет, основанных в Англии в этом году.

### Германия

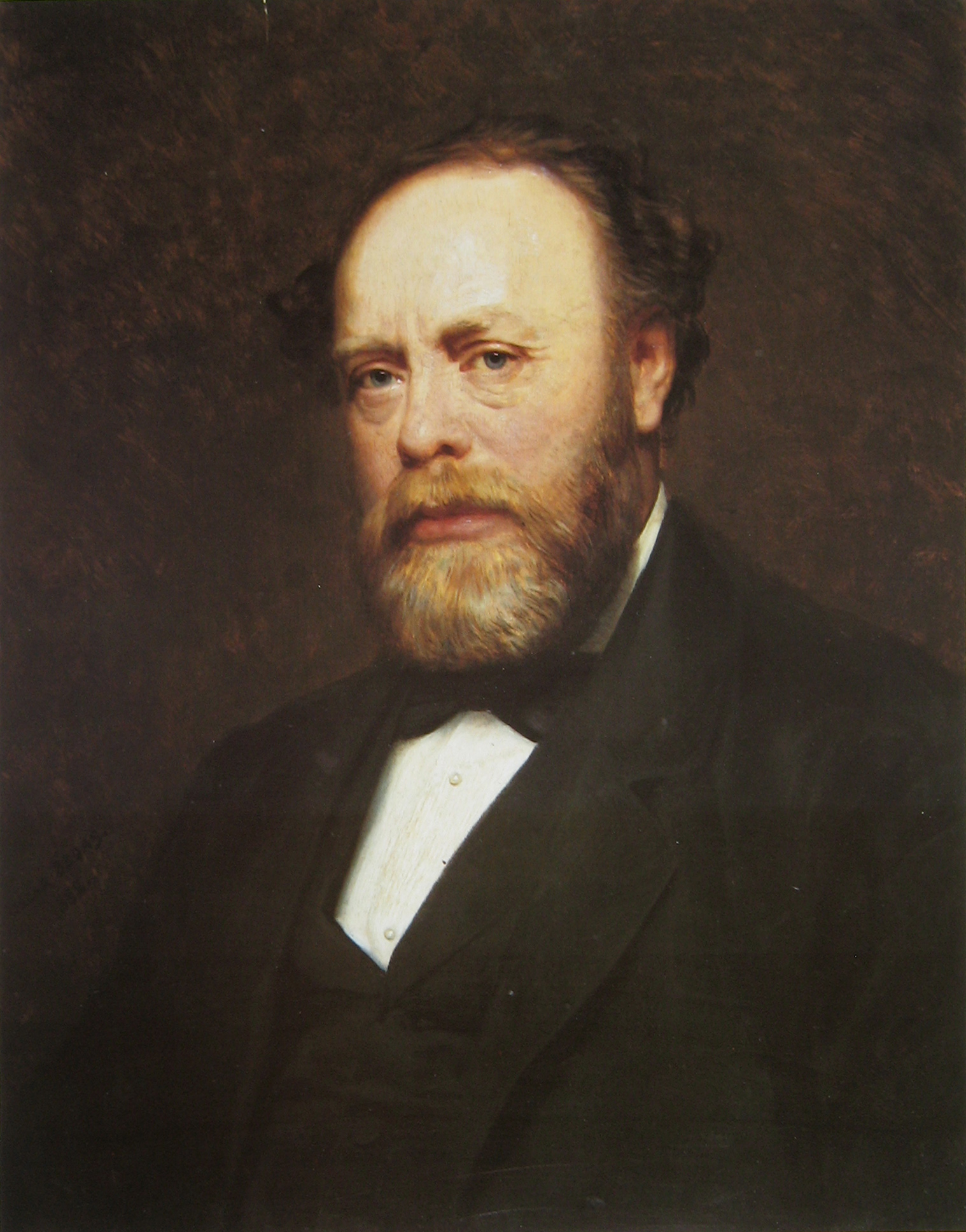
Леопольд Ульштейн (1826–1899).
Худ. Оскар Бега, 1882

Настоящая газетная война (нем. Zeitungskrieg) разразилась на исходе XIX века в Германии, став значительным событием в истории немецкой печати. Полем битвы между конкурентами — двумя крупнейшими еврейскими издателями, Леопольдом Ульштейном и Эмилем Коном — стала как раз вечерняя пресса — выходившие в Берлине утренняя Berliner Morgenpost (осн. 1889) и вечерняя Berliner Abendpost.

### США
Принятую в Филадельфии 4 июля 1776 года Декларацию независимости Второй Континентальный конгресс США впервые опубликовал через два дня, 6 июля, в местной вечерней газете Philadelphia Evening Post. Именно с данного газетного текста декларацию потом перепечатывали другие газеты этого вновь образовавшегося государства и других стран, куда доставлялась эта газета.
В США первой ежедневной газетой стала в 1783 году именно вечерняя — Pennsylvania Evening Post.
В истории американской журналистики видное место принадлежит New York Evening Post, основанной в 1801 году по инициативе Александра Гамильтона — видного финансиста, первого человека, занявшего кресло главы (секретаря) вновь созданного Департамента казначейства США. Однако популярность этой газеты объяснялась не только эксклюзивным источником финансовой информации: её редактор показал пример и задал тон всей американской журналистике в написании редакционных статей — жанр, во многом определяющий лицо газеты.

### Российская империя
Наиболее популярные вечерние газеты России — «Вечерняя газета», «Биржевые ведомости» (1866-81; с 1879 — «Молва», и 1880—1917).

### СССР
Уже в ноябре 1917 года «Биржевые ведомости» закрываются за контрреволюционную пропаганду. На смену закрываемым немедленно пришли вновь созданные в Москве и Петрограде, а потом и в других городах первые советские вечерние газеты. Это «Вечерние известия» Московского совета рабочих и крестьянских депутатов (Москва, 1918—1924), вечерний выпуск «Красной газеты» (Петроград — Ленинград, 1918—1936), «Вечерняя Москва» (с 1923), «Новая вечерняя газета»(1925-1926 гг.) и т. п.
На 1 января 1970 года в СССР выходила 31 вечерняя газета. К 1980 году количество вечерних газет увеличилось до 38 (учитывая издания одной газеты на двух языках). Вечерние газеты имели только столицы союзных республик и крупнейшие областные центры РСФСР и УССР.

#### РСФСР
«Вечерний Волгоград»
«Вечерний Ленинград»
«Вечерний Новосибирск»
«Вечерний Омск»
«Вечерний Ростов»
«Вечерний Свердловск»
«Вечерний Челябинск»
«Вечерняя Казань»
«Вечерняя Москва»
«Вечерняя Пермь»
«Вечерняя Уфа»
«Волжская заря» (Куйбышев / Самара)
«Горьковский рабочий» В 1991 году после переименования Горького в Нижний Новгород переименована в «Нижегородский рабочий».

#### Украинская ССР
«Вечерний Донецк»
«Вечірній Київ» (с укр. — «Вечерний Киев»)
«Вечірній Харків» (с укр. — «Вечерний Харьков»)
«Вечерняя Одесса»
«Днепр вечерний» (Днепропетровск)

#### Белорусская ССР
«Вечерний Минск». Также издавалась на белорусском языке под названием «Вячэрні Мінск» (с бел. — «Вечерний Минск»)
Латвийская ССР:
«Ригас Балсс». Также издавалась на латышском языке под названием «Rīgas Balss» (с латыш. — «Голос Риги»)
Эстонская ССР:
«Вечерний Таллин». Также издавалась на эстонском языке под названием «Õhtuleht» (с эст. — «Вечерняя газета»)
Литовская ССР:
«Вечерние новости». Также издавалась на литовском языке под названием «Vakarines naujienos» (с эст. — «Вечерние новости»)
Молдавская ССР:
«Вечерний Кишинёв» (молд. Кишинэу. Газетэ де сарэ)
Грузинская ССР:
«Вечерний Тбилиси». Также издавалась на грузинском языке под названием «თბილისი» (с груз. — «Тбилиси»)
Армянская ССР:
«Երեկոյան Երեւան» («Ерекоян Ереван»; с арм. — «Вечерний Ереван»)
Азербайджанская ССР:
«Баку». Также издавалась на азербайджанском языке под названием «Бакы» (с азерб. — «Баку»)
Казахская ССР:
«Вечерняя Алма-Ата»
Узбекская ССР:
«Вечерний Ташкент». Также издавалась на узбекском языке под названием «Тошкент окшоми» (с азерб. — «Вечерний Ташкент»)
Туркменская ССР:
«Вечерний Ашхабад»
Киргизская ССР:
«Вечерний Фрунзе»
Таджикская ССР:
«Вечерний Душанбе»
Кроме того, газета «Известия» издавала Московский вечерний выпуск.
Советские вечерние газеты публиковали последние общественно-политические новости. В отличие от утренних газет, они сосредотачивались не на глобальной, а на локальной проблематике, прежде всего — в отношении города, в котором они выходили, и его ближайших окрестностей. Их тематика — состояние и перспективы жилищного строительства и городского транспорта, благоустройства, бытового обслуживания, события культурной жизни города. Последняя полоса (а иногда и часть предпоследней) представляла собой информационно-рекламный блок (на первых полосах советских газет реклама не размещалась), содержавший репертуар театров (иногда и рецензии на наиболее значимые постановки) и кинотеатров, программы радио и телевидения на текущий и завтрашний день.
В подвале (нижней части) последней полосы печатались, в кратком формате (без индивидуальных подписей) некрологи умершим в городе наиболее крупным деятелям науки, искусства, партийным и общественным деятелям, региональным иерархам церкви и главам духовных учебных заведений региона. По факту публикации некролога, а также его форме можно было делать вывод об устанавливаемой посмертно общественной значимости той или иной личности; краткие некрологи в «вечёрках» представляли собой начальную ступень. Более высокие градации некрологов определялись наличием: жизнеописания покойного и его портрета, подписей (поимённо, либо обезличенная «группа товарищей») и наивысшего ранга подписавшего и т. п.
С дореволюционных лет информационный блок вечёрок унаследовал объявления, публикация которых требовалась по закону. Это — объявления о приёме в учебные заведения, о защите диссертаций, о конкурсах на замещение вакантных должностей, о потере документов. До конца 1950-х годов публиковались, по желанию, объявления о разводах. В отличие от газет, издаваемых органами партии, комсомола и профсоюзов, вечерние газеты в СССР, имели право публиковать вышеуказанные объявления на коммерческой основе, в том числе и с оплатой из средств частных лиц.
На разных этапах развития народного хозяйства СССР в рекламном блоке вечерних газет большее или меньшее место занимала реклама товаров народного потребления, а также объявления о купле-продаже предприятиями небольших партий товаров, полуфабрикатов и средств производства.